# Старый Бавтугай
Ста́рый Бавтуга́й (кум. Бавтогъай) — село в Кизилюртовском районе Дагестана. Подчинено городскому округу Кизилюрт.

## Географическое положение
Расположен в 4 км к юго-западу от г. Кизилюрт, на правом берегу сбросного канала Чирюртовской ГЭС.

## История
В 1819 году в окрестностях аула Бавтугай произошло одно из первых крупных сражений в истории Кавказской войны.
В конце 1950-х годов в районе села начинают возводить Чирюртскую ГЭС, рядом с селом возникает посёлок гидростроителей.
Указом Президиума Верховного Совета Дагестанской АССР от 29 апреля 1958 года населённый пункт Бавтугай Кизил-Юртовского района отнесен к категории рабочих поселков.
В 1994 году Решением Верховного Совета Республики Дагестан из состава рабочего посёлка Бавтугай (территория бывшего села) выделен населённый пункт — село Старый Бавтугай.

## Население
| 1889  | 1914  | 1926  | 1939  | 2002  | 2010  | 2014  |
| ----- | ----- | ----- | ----- | ----- | ----- | ----- |
| 285   | ↘276  | ↗351  | ↗391  | ↗2071 | ↗2245 | ↗2267 |
| 2015  | 2016  | 2017  | 2018  | 2019  | 2020  | 2021  |
| ↗2274 | ↗2292 | ↗2298 | ↗2302 | ↗2305 | ↘2302 | ↗2587 |
| 2023  | 2024  | 2025  |       |       |       |       |
| ↘2585 | ↗2593 | ↗2605 |       |       |       |       |